# Попов, Пётр Александрович (саночник)
Пётр Александрович Попов (род. 4 сентября 1985 года) — российский саночник, специализирующийся в натурбане.

## Карьера
Пётр занимается натурбаном с 1994 года. С 1999 года в составе сборной России. 
В 2002 году выполнил норматив мастера спорта. В 2004 году удостоен звания «Мастер спорта России международного класса». 
Пётр специализируется в двойке. До 2002 года выступал в паре с Михаилом Труфановым, с сезона 2002/03 его партнёр - Александр Егоров. 
Первой крупной победой было золото на юниорском чемпионате Европы 2005 года в Кандалакше.
Во взрослой карьере дважды становился бронзовым призёром чемпионата Европы и один раз - серебряным призёром чемпионата мира.
На этапах Кубка мира 21 раз оказывался на подиуме, в том числе дважды раз - на верхней ступени пьедестала. Это произошла 14 января 2007 года в австрийском Умхаузене и 4 января 2015 года в Лазе.
Сезоны 2013/14 и 2014/15 двойка Егоров / Попов завершала на второй позиции мирового рейтинга, а сезон 2015/16 - на третьей строчке.